# Болонья
Боло́нья (італ. Bologna від лат. Bononia) — одне з найважливіших міст Італії, центр регіону Емілія-Романья та однойменної провінції. Болонія розміщена на відстані близько 310 км на північ від Риму. Це 7-ме за кількістю населення місто в Італії  — 380 635 осіб (2012).
У місті навчаються приблизно сто тисяч студентів, які збагачують суспільне і культурне життя міста. У місті знаходиться один із найстаріших у світі університетів, заснований у 1088 році. Болонья також відома своїми вежами та довгими галереями і має добре збережений історичний центр — один із найбільших у Італії завдяки ретельній реставрації та політиці збереження культурних і історичних пам'яток, яка провадилася місцевою владою в кінці 1960-х років — не зважаючи на значні руйнування, спричинені перебудовами у кінці XIX століття та світовими війнами.
У Болонському університеті навчався, а з 1481 по 1482 роки був його ректором, український астроном, доктор медицини та філософії — Юрій Дрогобич (Котермак, 1450—1494). В історію Болонського університету він увійшов під іменем «Юрія зі Львова» (Giorgio da Leopoli).
Щорічний фестиваль відбувається 4 жовтня. Покровитель — Святий Петроній.

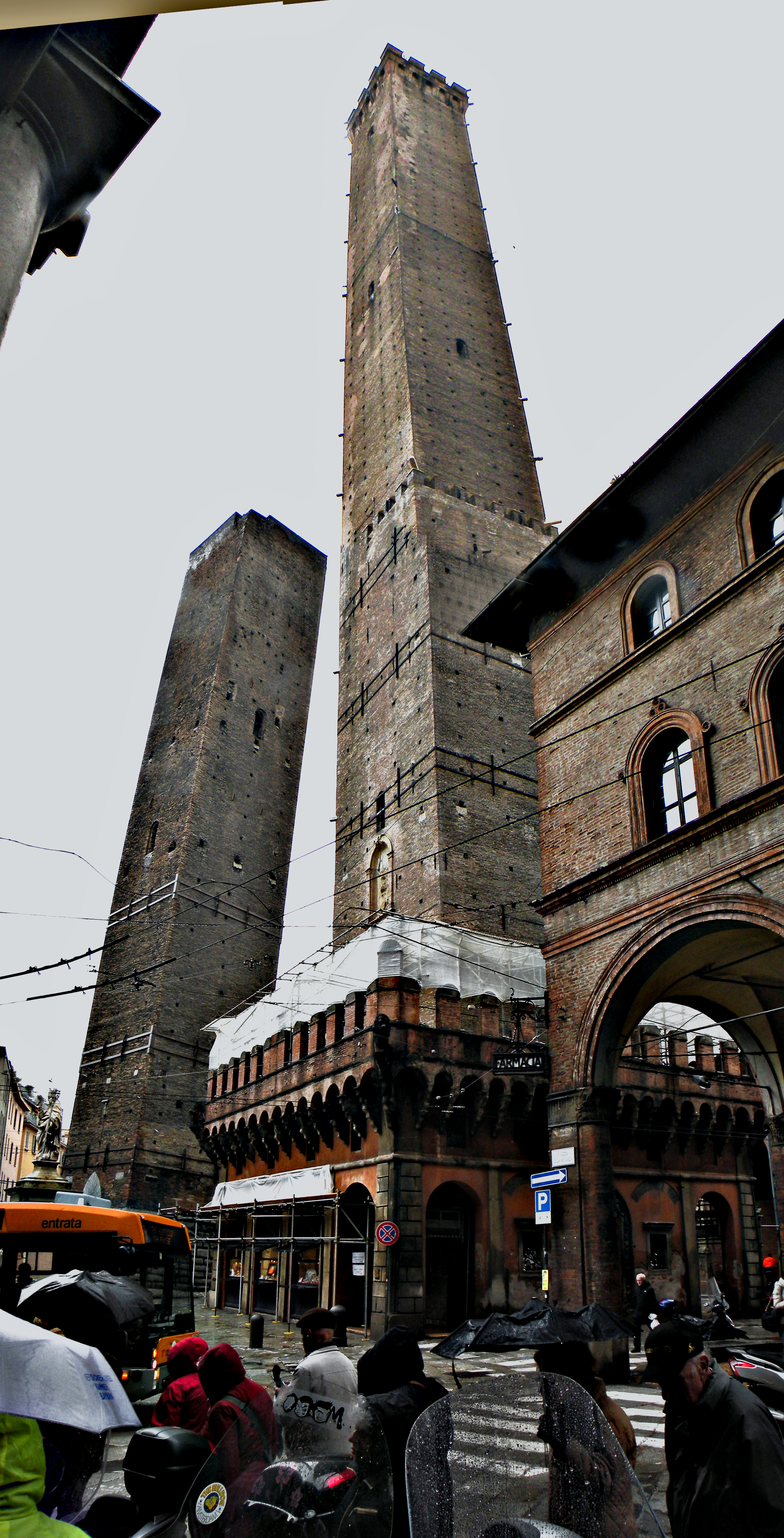
Вежі, що «падають» (Вежі Болоньї)

## Географія
Місто лежить на краю Паданської рівнини, біля підніжжя Північних Апеннін між долинами річок Рено і Савена. Площа міста — 140 км². Центр міста знаходиться на висоті 54 метри над рівнем моря, у той час як висота в межах муніципалітету становить від 29 метрів у передмісті Corticella до 300 метрів у Sabbiuno і Colle della Guardia. Найвища точка в провінції Болонья гора Corno alle Scale (в Lizzano in Belvedere) — 1945 метрів над рівнем моря. Місто поділене на дев'ять адміністративних округів, які мають такі назви: Borgo Panigale, Navile, San Donato, San Vitale, Porto, Reno, Saragozza, Santo Stefano, Savena.

### Клімат
Болонья має вологий субтропічний клімат (за класифікацією Кеппена: Cfa)
| Клімат Болоньї (1971–2000, extremes 1946–present) | Клімат Болоньї (1971–2000, extremes 1946–present) | Клімат Болоньї (1971–2000, extremes 1946–present) | Клімат Болоньї (1971–2000, extremes 1946–present) | Клімат Болоньї (1971–2000, extremes 1946–present) | Клімат Болоньї (1971–2000, extremes 1946–present) | Клімат Болоньї (1971–2000, extremes 1946–present) | Клімат Болоньї (1971–2000, extremes 1946–present) | Клімат Болоньї (1971–2000, extremes 1946–present) | Клімат Болоньї (1971–2000, extremes 1946–present) | Клімат Болоньї (1971–2000, extremes 1946–present) | Клімат Болоньї (1971–2000, extremes 1946–present) | Клімат Болоньї (1971–2000, extremes 1946–present) | Клімат Болоньї (1971–2000, extremes 1946–present) |
| Показник                                          | Січ.                                              | Лют.                                              | Бер.                                              | Квіт.                                             | Трав.                                             | Черв.                                             | Лип.                                              | Серп.                                             | Вер.                                              | Жовт.                                             | Лист.                                             | Груд.                                             | Рік                                               |
| Абсолютний максимум, °C                           | 20,7                                              | 24,9                                              | 27,0                                              | 30,6                                              | 34,9                                              | 38,0                                              | 39,6                                              | 40,1                                              | 34,8                                              | 29,8                                              | 24,0                                              | 23,0                                              | 40,1                                              |
| Середній максимум, °C                             | 6,0                                               | 9,0                                               | 14,2                                              | 17,7                                              | 23,0                                              | 27,1                                              | 30,4                                              | 29,8                                              | 25,4                                              | 18,6                                              | 11,1                                              | 6,8                                               | 18,3                                              |
| Середня температура, °C                           | 2,8                                               | 5,0                                               | 9,2                                               | 12,5                                              | 17,5                                              | 21,4                                              | 24,4                                              | 24,1                                              | 20,1                                              | 14,4                                              | 7,7                                               | 3,6                                               | 13,6                                              |
| Середній мінімум, °C                              | −0,5                                              | 0,9                                               | 4,1                                               | 7,4                                               | 12,0                                              | 15,7                                              | 18,5                                              | 18,4                                              | 14,8                                              | 10,1                                              | 4,3                                               | 0,4                                               | 8,8                                               |
| Абсолютний мінімум, °C                            | −18,8                                             | −14,4                                             | −9,7                                              | −4,5                                              | 0,8                                               | 7,0                                               | 9,0                                               | 9,7                                               | 4,5                                               | −1,8                                              | −9                                                | −13,4                                             | −18,8                                             |
| Середня кількість сонячних годин на місяць        | 77,5                                              | 96,1                                              | 151,9                                             | 174,0                                             | 229,4                                             | 255,0                                             | 291,4                                             | 260,4                                             | 201,0                                             | 148,8                                             | 81,0                                              | 74,4                                              | 2040,9                                            |
| Норма опадів, мм                                  | 34.0                                              | 44.3                                              | 54.2                                              | 74.2                                              | 58.0                                              | 57.3                                              | 40.5                                              | 52.5                                              | 67.5                                              | 72.3                                              | 68.0                                              | 48.5                                              | 671.3                                             |
| Днів з опадами                                    | 5,9                                               | 5,6                                               | 7,1                                               | 8,2                                               | 8,1                                               | 6,1                                               | 4,2                                               | 5,2                                               | 5,4                                               | 7,1                                               | 6,4                                               | 5,8                                               | 75,1                                              |
| Вологість повітря, %                              | 83                                                | 78                                                | 70                                                | 71                                                | 69                                                | 68                                                | 65                                                | 66                                                | 69                                                | 76                                                | 84                                                | 84                                                | 74                                                |
| ------------------------------------------------- | ------------------------------------------------- | ------------------------------------------------- | ------------------------------------------------- | ------------------------------------------------- | ------------------------------------------------- | ------------------------------------------------- | ------------------------------------------------- | ------------------------------------------------- | ------------------------------------------------- | ------------------------------------------------- | ------------------------------------------------- | ------------------------------------------------- | ------------------------------------------------- |

## Історія
Болонья була заснована етрусками під назвою Фелсіна (534 рік до н. е.) в районі раніше заселеному віллановійцями, народом орачів та пастухів. Етрускське місто росло навколо святині збудованої на пагорбі. У IV ст. місто було завойоване боями, племенем галлів, звідси походить стародавня римська колонія Бононія, заснована в 189 році до н. е.

## Транспорт
Болонью обслуговує Міжнародний аеропорт Гульєльмо Марконі, сьомий за пасажирообігом аеропорт Італії (8 млн пасажирів у 2017 році).
Залізнична станція Болонья-Центральна є одним із найважливіших залізничних вузлів Італії через стратегічне розташування міста як перехрестя між маршрутами північ — південь та схід — захід. Станція обслуговує 58 млн пасажирів щорічно.
Крім того, сортувальна станція Болоньї Сан-Донато із 33 залізничними коліями є найбільшим вантажним вузлом Італії за розмірами та перевезенням.
Місто також обслуговується великою мережею автобусних ліній загального користування, включаючи тролейбусні лінії, які експлуатуються з 2012 року Trasporto Passeggeri Emilia-Romagna (TPER).
Місто обслуговують приміські залізничні лінії, також заплановано відновлення чотирьох маршрутів трамваю.

## Освіта

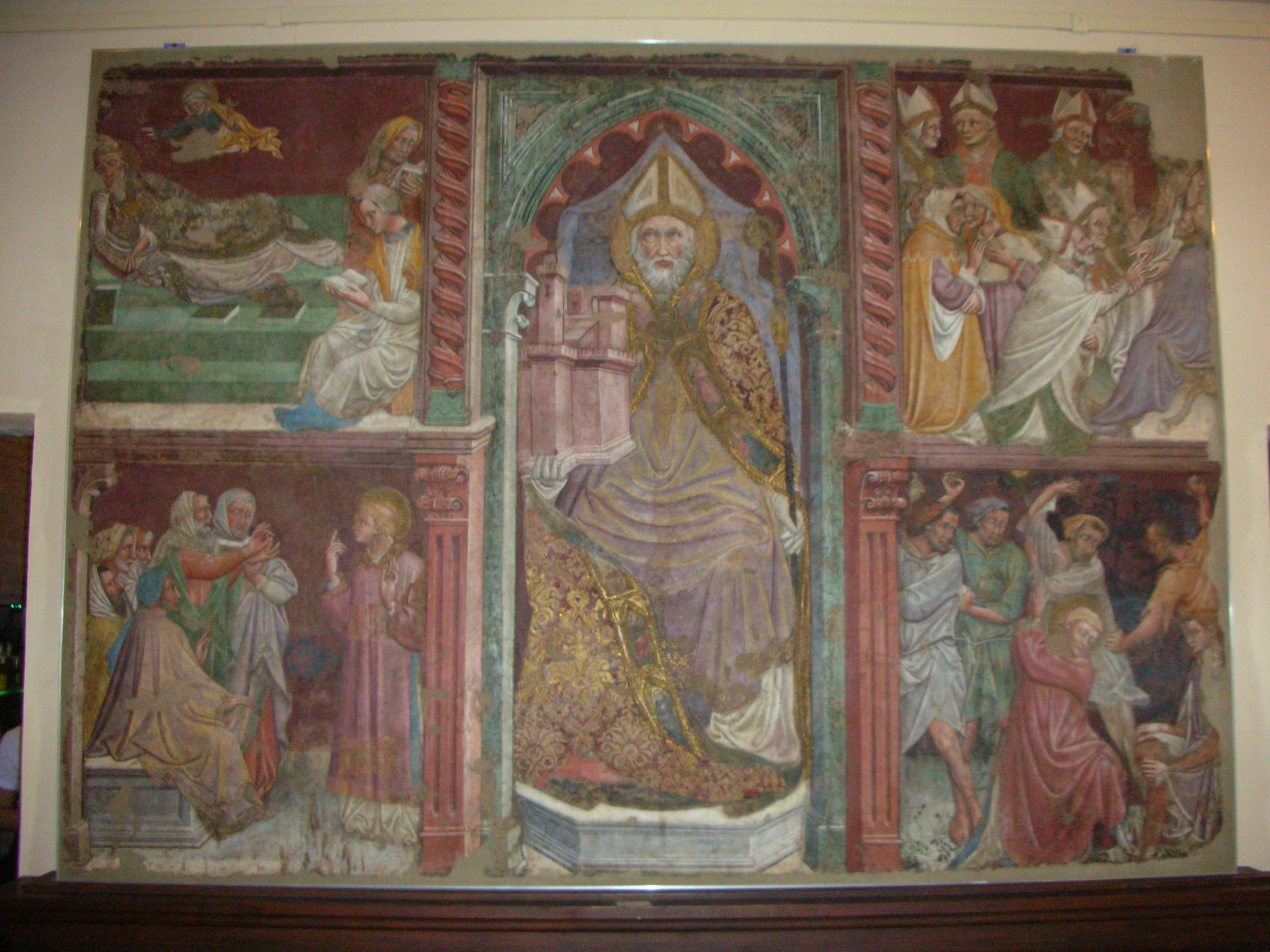
Готична фреска Св. Петронія в оточенні сцен із життя Святого Стефана у каплиці мартиріумі базиліки Св. Стефана в Болоньї

Сучасний поділ міста Болонья на райони (quartiere)

Болонський університет, заснований в 1088 році — найстарший у Європі, що був важливим інтелектуальним центром у середньовіччі і протягом століть Болонья здобула назву «вчена» (ла дотта).

## Культура

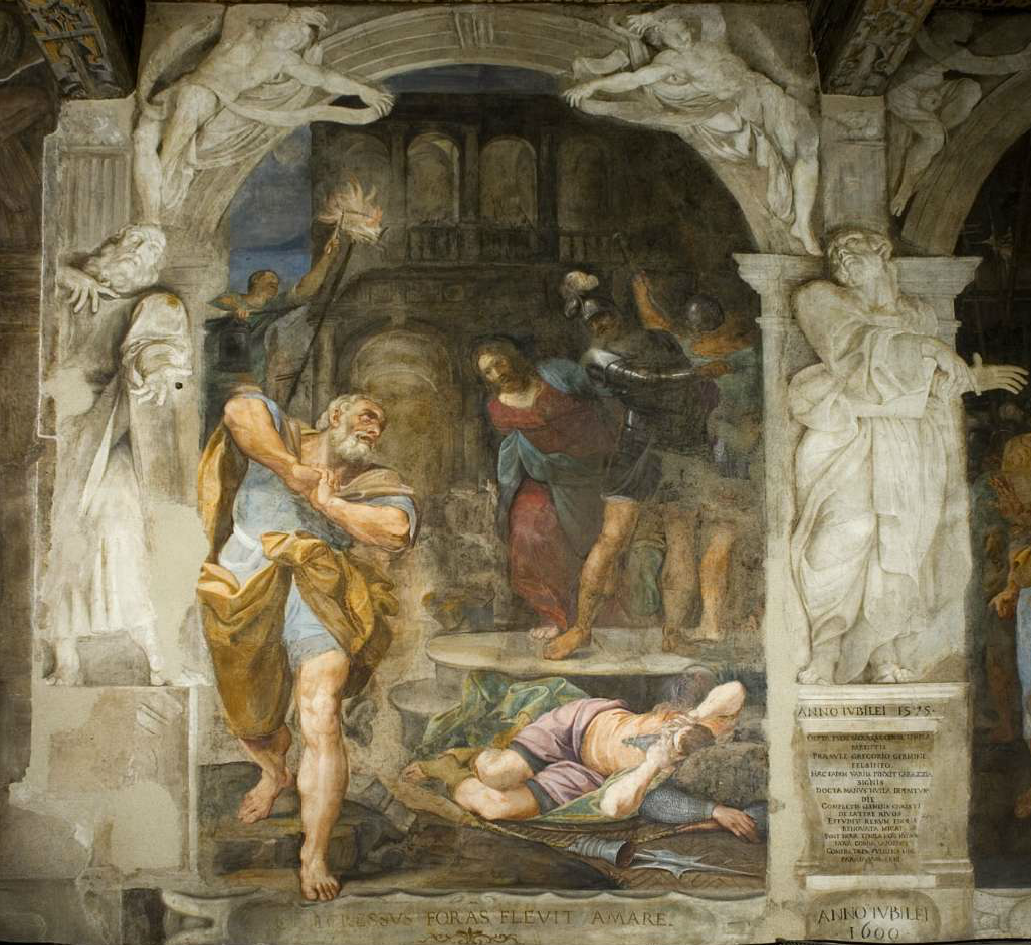
Франческо Альбані. «Каяття апостола Петра», фреска в Ораторіумі ді Сан Коломбано, Болонья

В Італії є міста, що були потужними осередками культури — Флоренція, Рим, Мілан, Венеція. Внесок Болоньї в культуру дещо скромніший, але він є.
У Болоньї працювали два великі скульптори Італії — Якопо делла Кверча та Мікеланджело Буонарроті. У Болоньї народився і жив відомий архітектор доби маньєризму Себастьяно Серліо (1475—1554), один із представників французької школи Фонтенбло. У Болоньї після повернення з Франції працював уславлений архітектор Джакомо да Віньола.
Брати Каррачі заснували в Болоньї Академію, де навчали малюванню молоді таланти. Великих імен було виховано мало, але свою школу італійського живопису Болонья отримала. Своє почесне місце має Болонья і на музичній мапі Італії і всієї Європи. У XVIII ст. вважалось за честь навчатися в Болоньї у падре Мартіні в монастирі францисканців. Серед учнів падре Мартіні — геніальний Моцарт, Йозеф Мислівечек, український композитор, співак і диригент Дмитро Бортнянський, український композитор, диригент, співак Максим Березовський, син Баха — Йоган Християн. У місті була заснована галерея портретів видатних композиторів на зразок галереї автопортретів у Флоренції.
У XX ст. Болонья спромоглася залучити до будівництва нового бізнес-центру видатного архітектора Японії Кендзо Танге.
Серед видатних особистостей XX ст. тут народився італійський перекладач-україніст Паоло Гальвані.

## Храми Болоньї

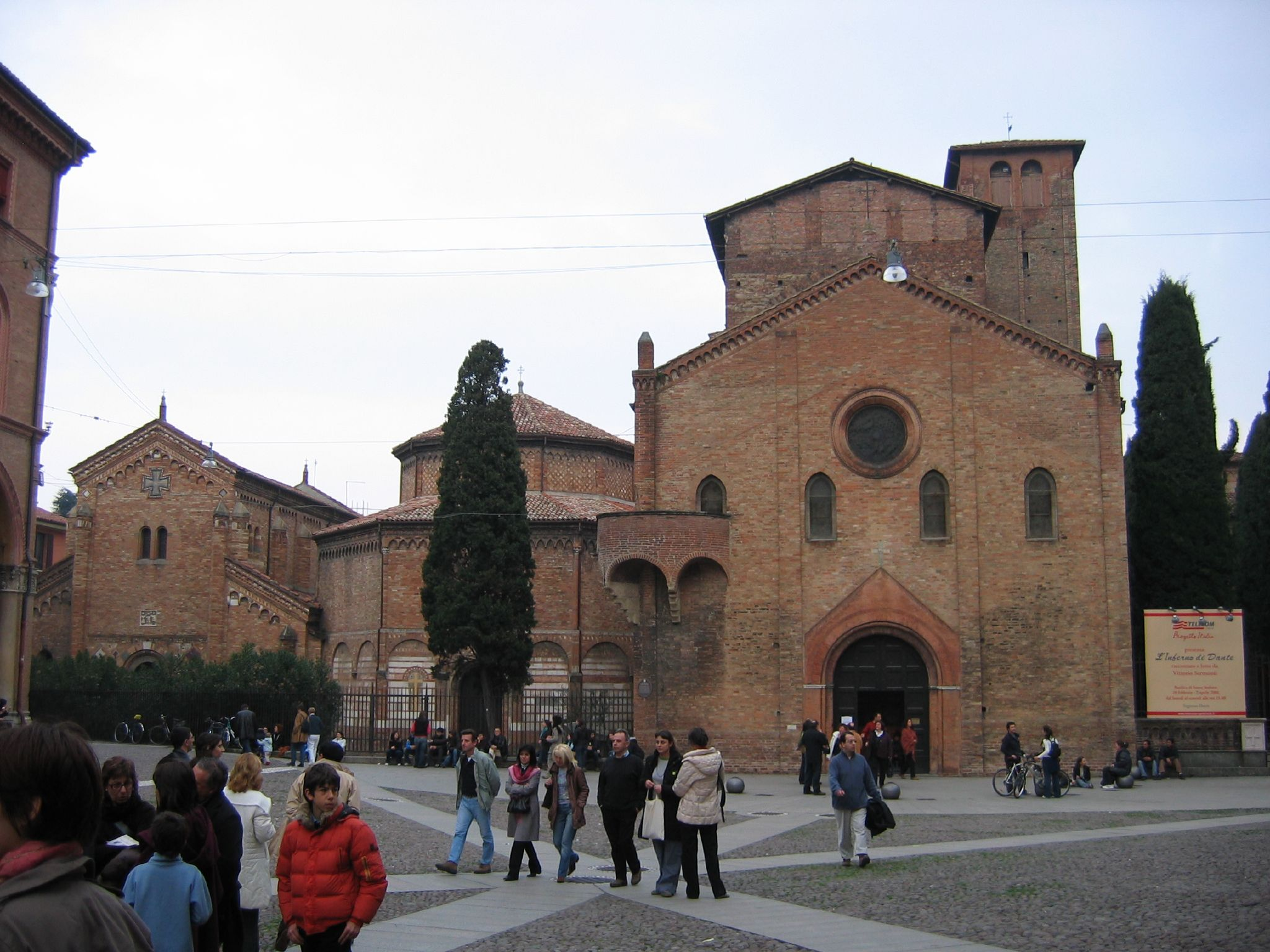
Церква Сан-Стефано (комплекс із чотирьох церков)

- Базиліка Сан-Петроніо (Basilica di San Petronio)
- Церква дель-Сан-Сеполькро (Chiesa del San Sepolcro)
- Церква дель-Трініта (Chiesa dell Trinita)
- Церква Мадонна-ді-Сан-Лука
- Церква Сан-Джованні-ін-Монте (Болонья)
- Базиліка Сан-Доменіко
- Церква Сан-Мартіно-Маджоре
- Базиліка Сан-Джакомо-Моджоре
- Собор Святого Петра (Болонья)
- Церква Санта-Марія-делла-Віта
- Базиліка Сан-Франческо
- Церква Санта-Марія-дей-Серві
- Церква Сан-Стефано (комплекс із чотирьох церков)
- Церква дей-Санті-Вітале-е-Агрікола (Chiesa dei Santi Vitale e Agricola)

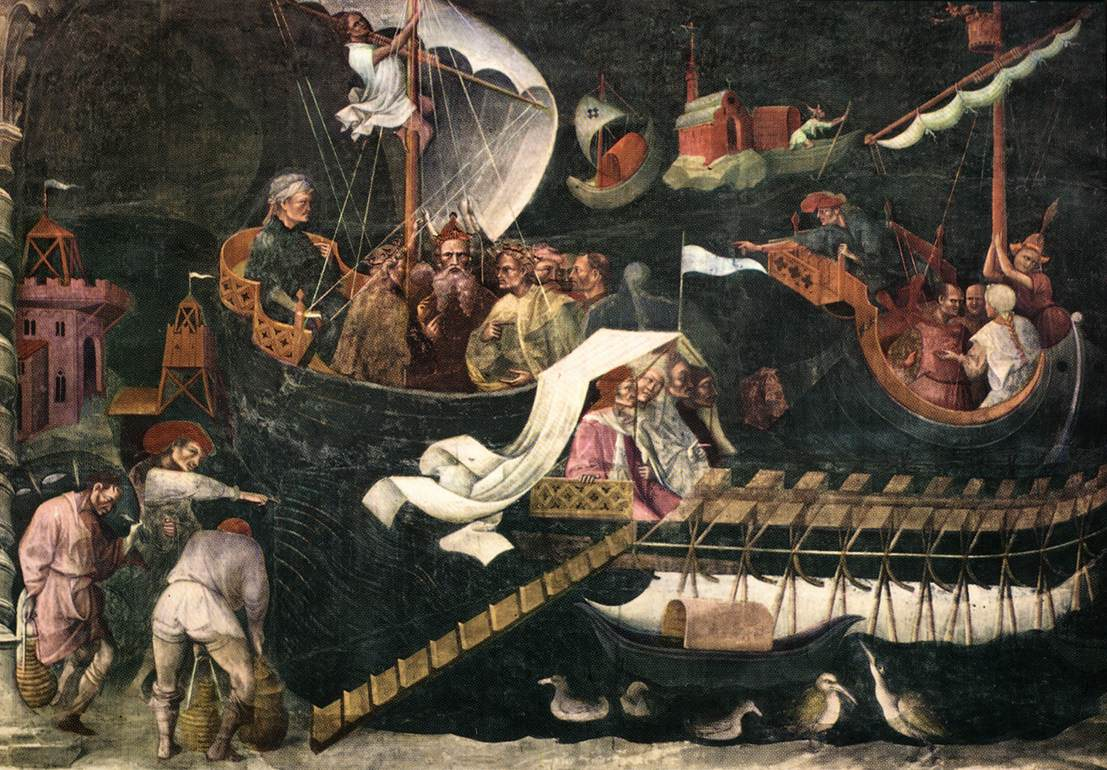
Джованні да Модена. Повернення трьох королів, фреска, бл. 1410 р. Базліка Сан Петроніо, Болонья.

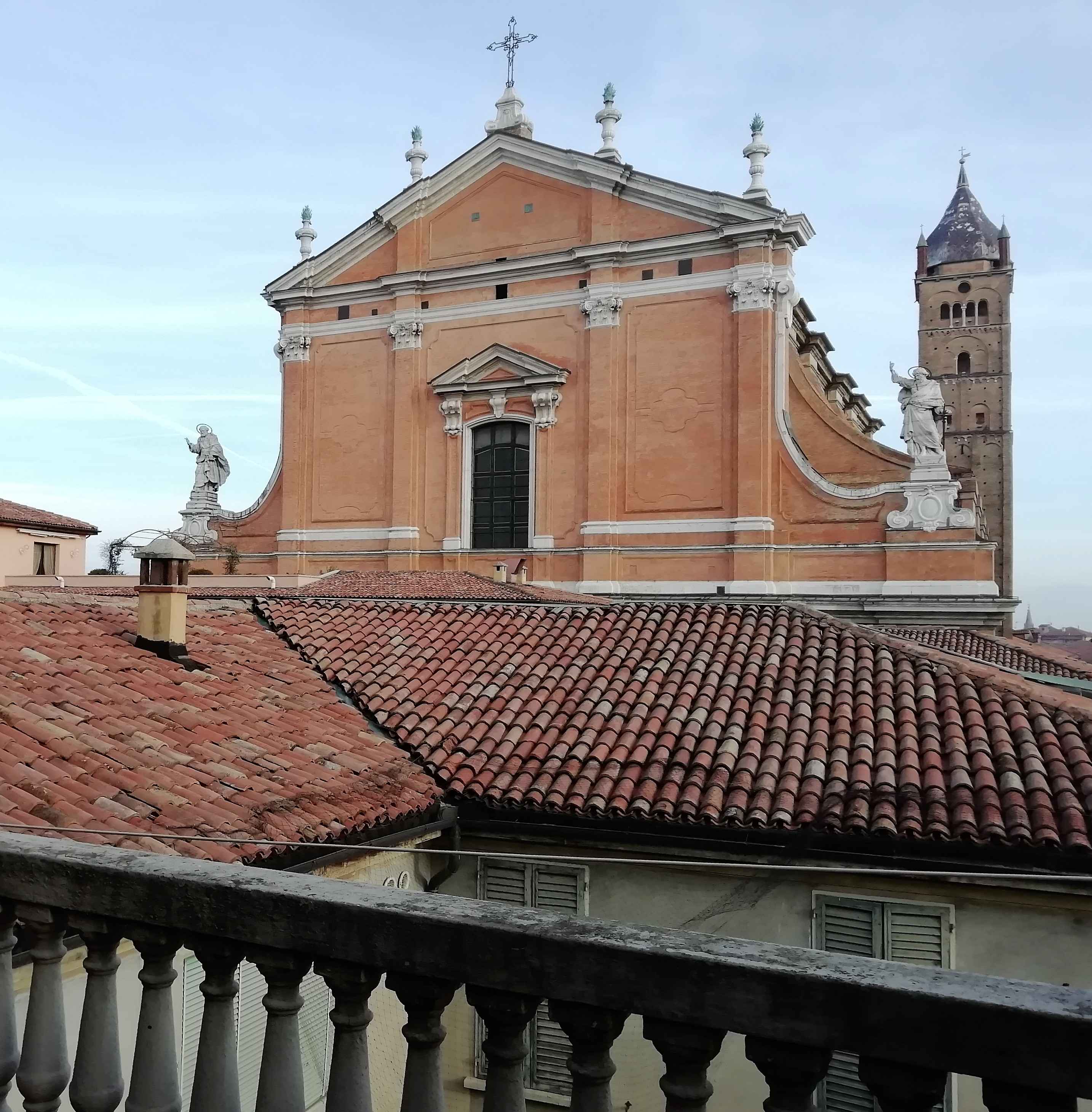
Собор Святого Петра (Болонья), фото 2018 р.
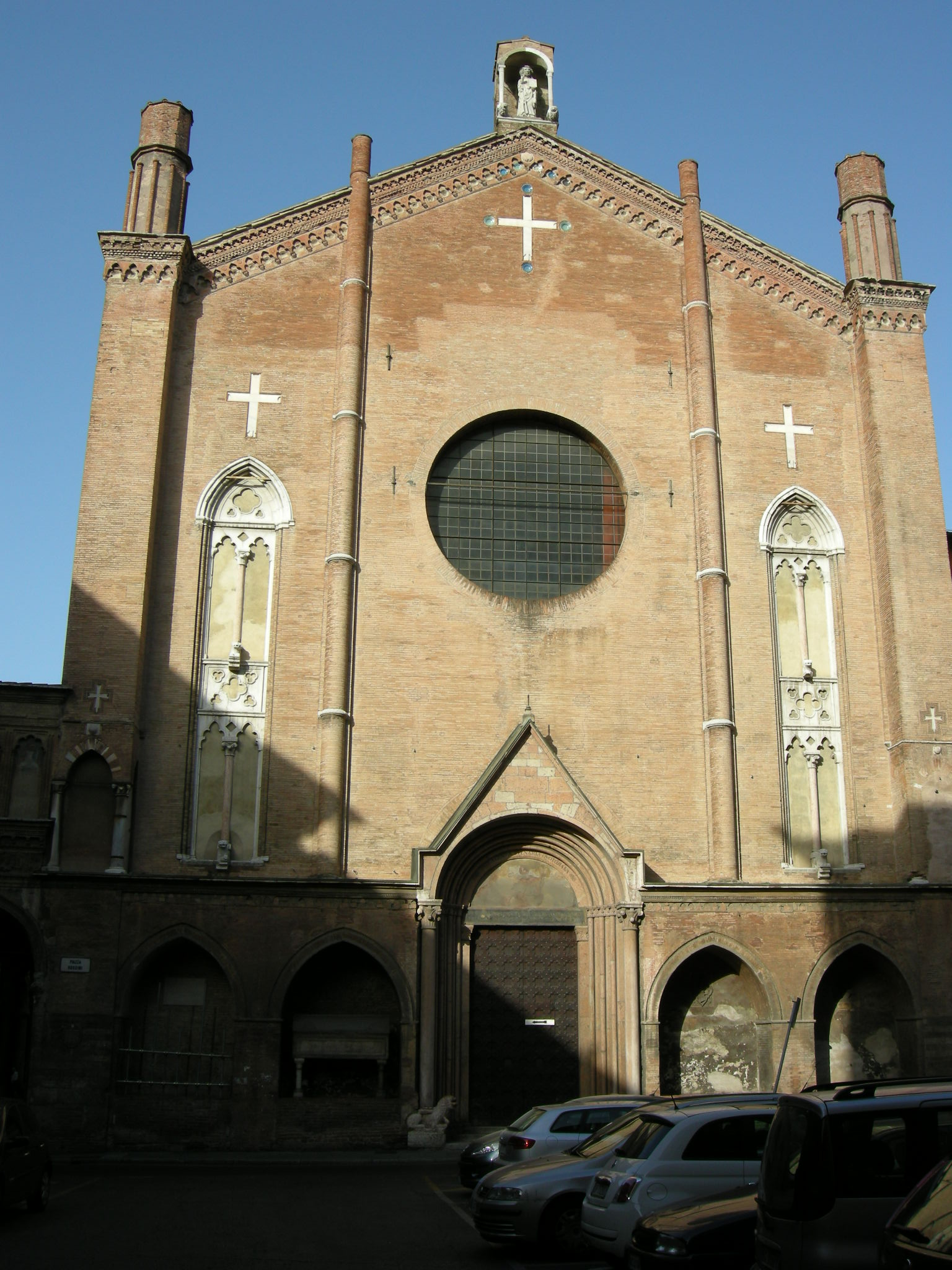
Базиліка Сан-Джакомо-Моджоре, Болонья
Поземні плани церков комплекса Сан-Стефано, Болонья
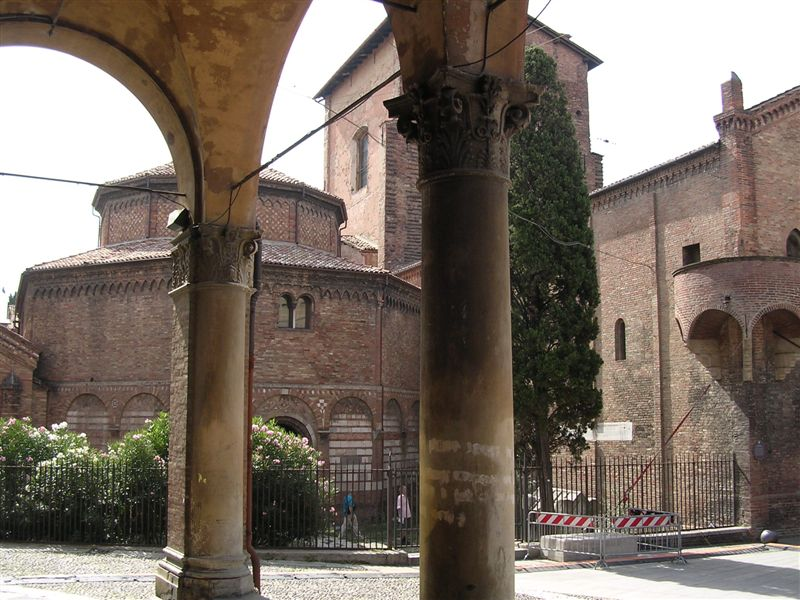
Площа Семи церков, Болонья
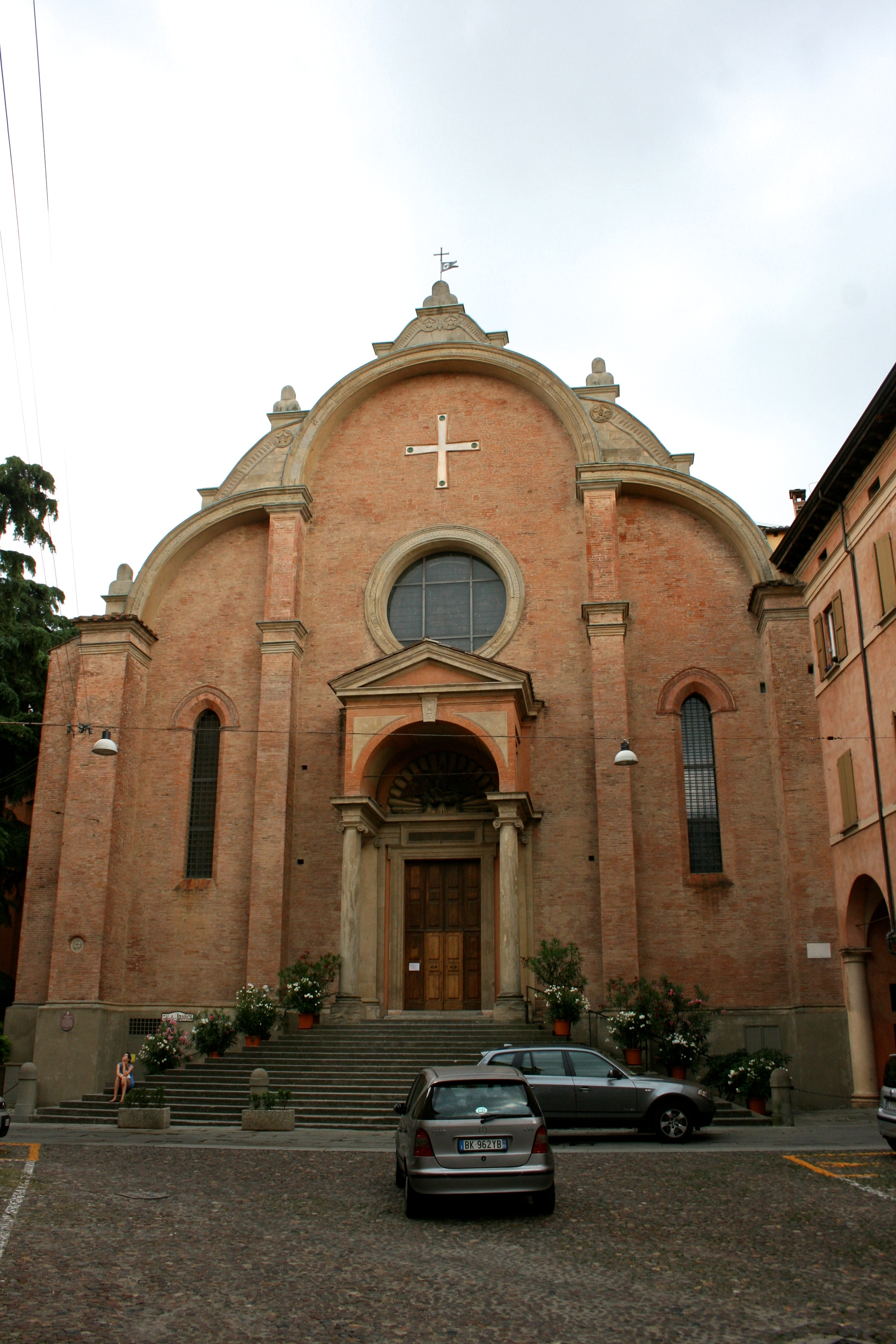
Церква Сан-Джованні-ін-Монте (Болонья), головний фасад, фото 2010 р.
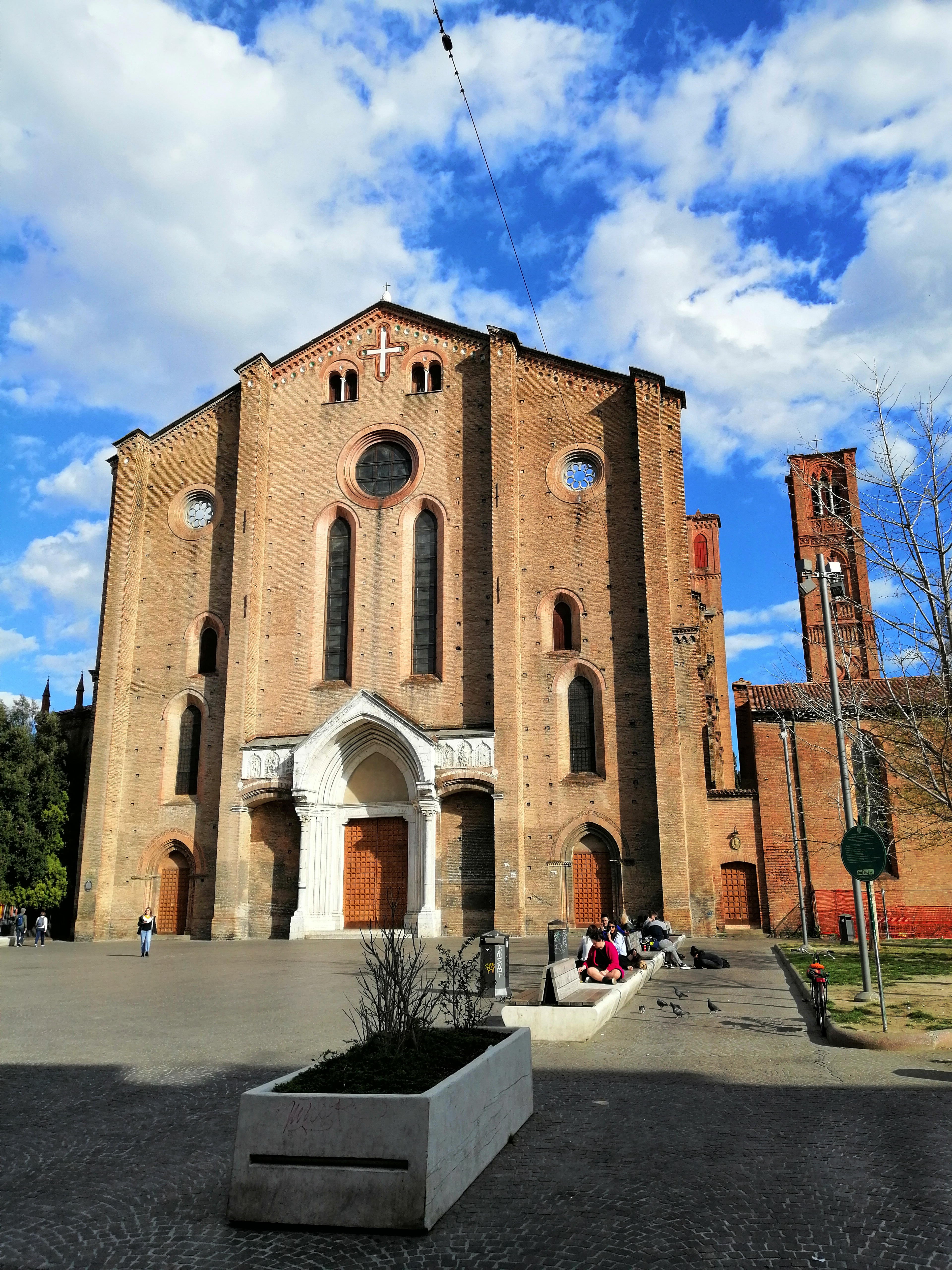
Базиліка Сан-Франческо, Болонья, головний фасад. Фото 2019 р.
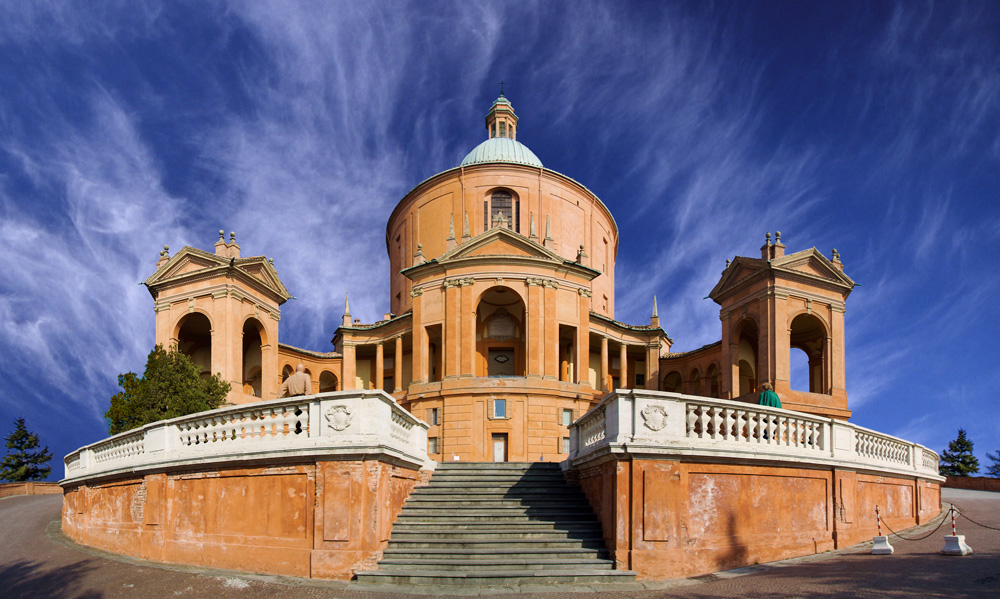
Церква Мадонна-ді-Сан-Лука, Болонья
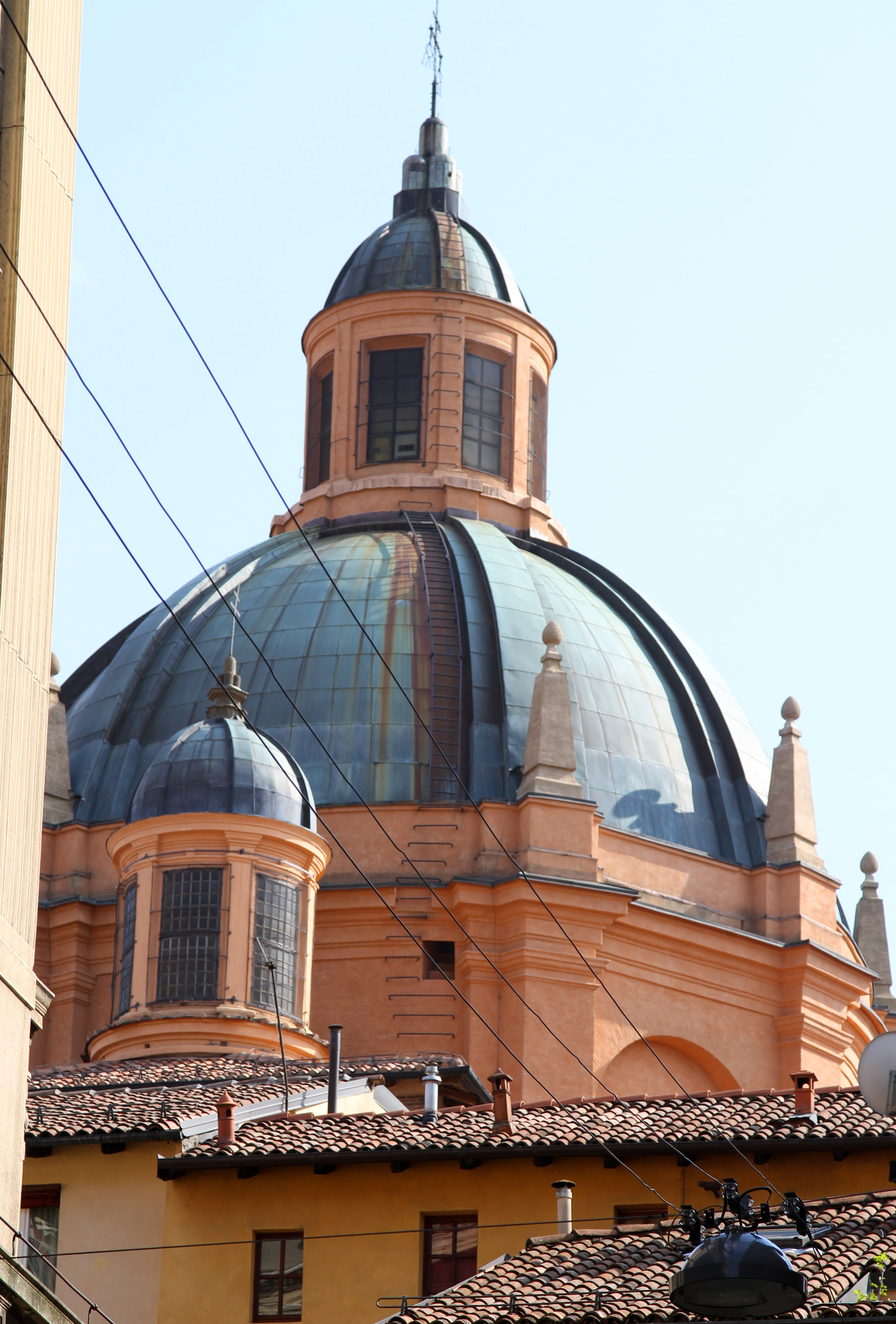
Церква Санта-Марія-делла-Віта, купол.
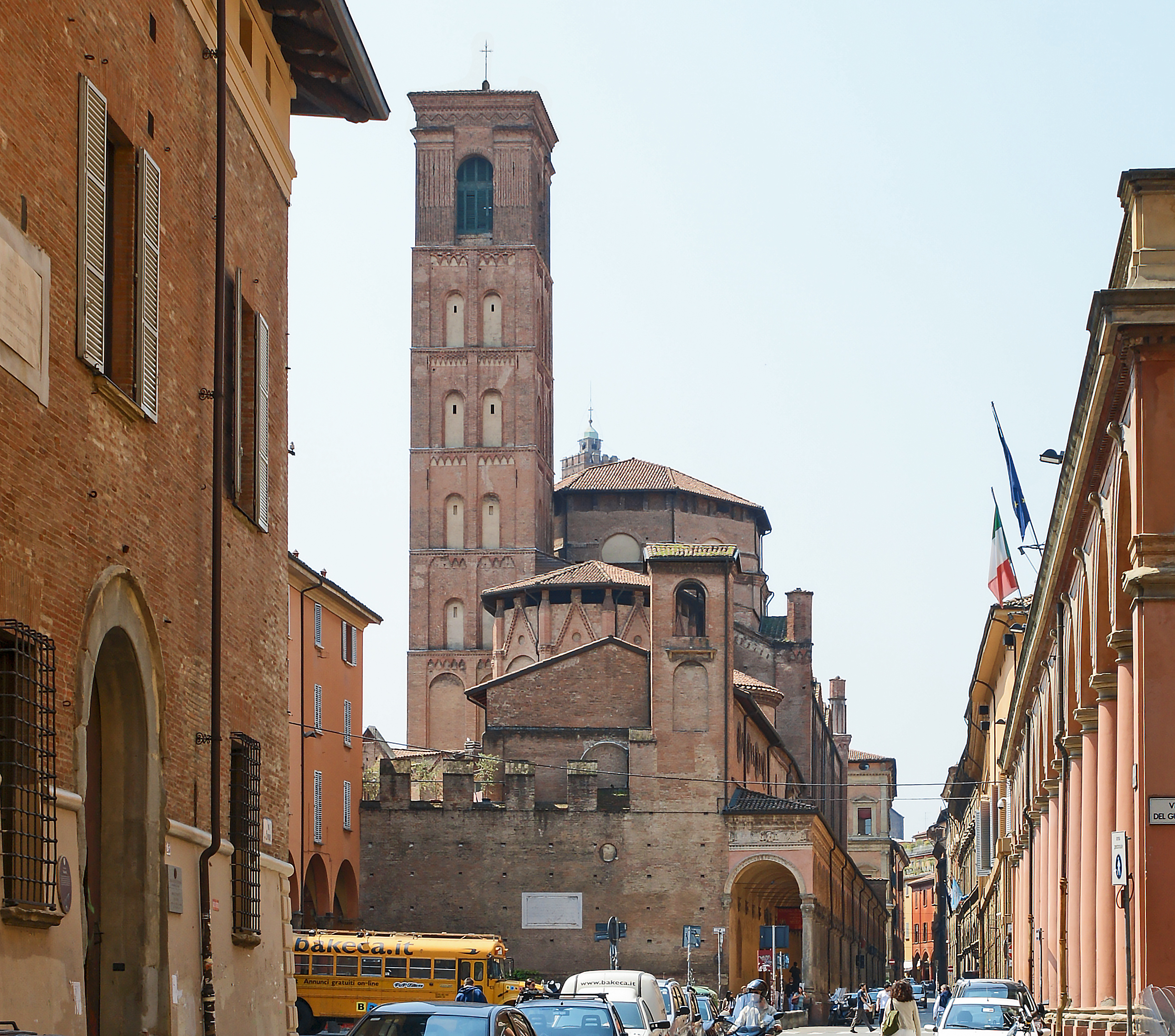
Церква Святої Цецилії та дзвіниця базиліки Сан-Джакомо-Моджоре, Болонья
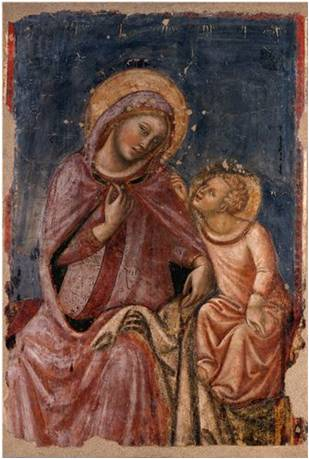
Художник Вітале да Болонья. Мадонна з немовлям. Фреска XIV ст. Музей історії Болоньї.

## Демографія

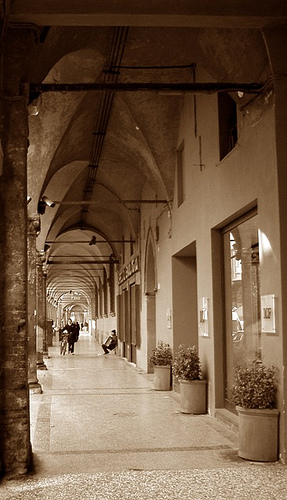
Аркади на вулиці святого Стефана

Населення за роками:

Станом на 31 грудня 2010 року в муніципалітеті офіційно проживало 48 466 іноземців з 145 країн, серед них 9626 громадян країн Євросоюзу та 2979 громадян України.

## Особи, пов'язані з містом

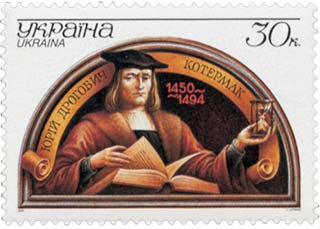
Юрій Дрогобич (Котермак) на українській поштовій марці

- Луцій Помпоній (I ст. до н. е. ) — давньоримський комедіограф, творець літературної ателлани.
- Джованні да Модена (1289—1359), середньовічний художник фрескіст.
- Віссаріон Нікейський (1403—1472) — кардинал, дипломат, перекладач, благодійник, візантієць за походженням
- Арістотель Фіораванті (бл. 1415 — бл. 1486) — уславлений інженер, архітектор і ливарник доби Відродження.
- Аміко Аспертіні (бл. 1474—1552), художник фрескіст, портретист доби раннього відродження та маньєризму
- Мікеланджело Буонарроті (1475—1564) — італійський скульптор, інженер, художник, архітектор, поет.
- Інноченцо да Імола (бл. 1490 — бл. 1554), художник доби маньєризму
- Франческо Приматіччо (1504—1570) — художник і архітектор доби маньєризму
- Просперо Фонтана (1512—1597), художник декоратор, портретист, засновник художньї школи в Болоньї
- Бартоломео Пассаротті (1529—1592) — художник, засновник жанру натюрморт в італійському живопису XVI ст.
- Скарселліно, тобто Іпполіто Скарселла (бл. 1550—1620), художник, гравер, мініатюрист (малював мініатюри).

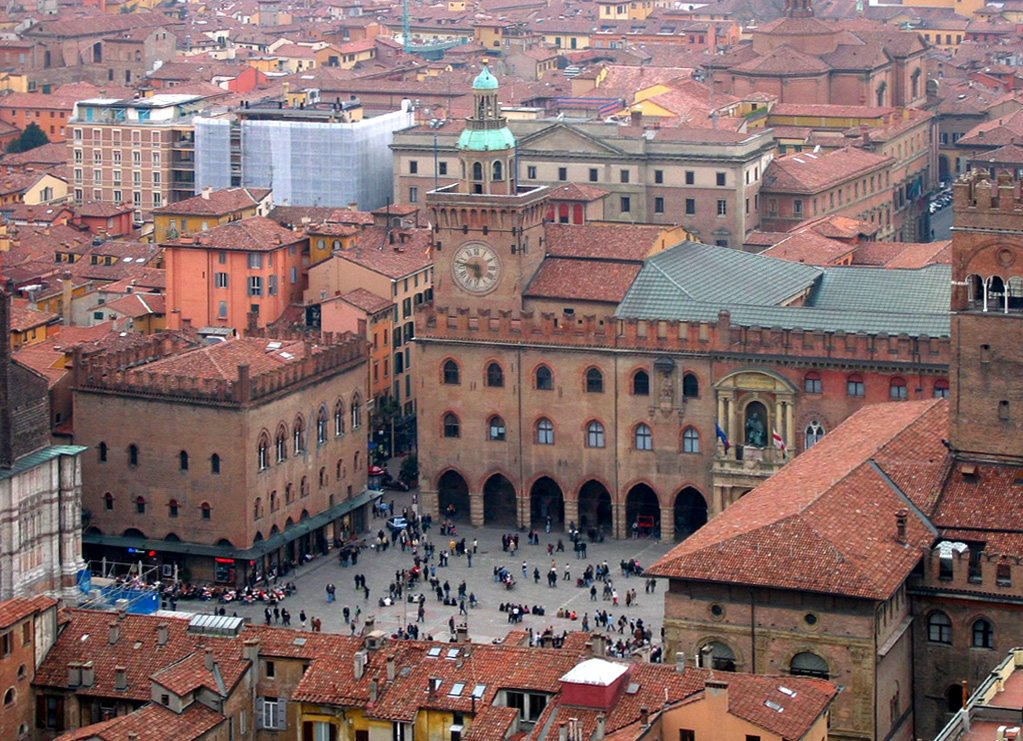
Панорама міста

- Лодовіко Каррачи (1555—1619) — художник
- Аннібалє Каррачі (1560—1609) — художник
- Гвідо Рені (1575—1642) — художник
- Франческо Альбані (1578—1660) — художник
- Лодовіко Маццоліно (1580—1528), художник із міста Феррара
- Доменікіно (1581—1641) — художник
- Джованні Франческо Гверчіно (1591—1666) — художник
- Гвідо Каньяччі (1601—1681) — художник
- Франческіні, Марко Антоніо (1648—1729) — художник
- Джузеппе Марія Креспі (1665—1747), автор чудового натюрморту Дві бібліотеки (картина) .
- Джованні Батіста Мартіні, або Падре Мартіні (1706—1784) — відомий музичний педагог, колекціонер музичних рукописів, засновник бібліотеки музичних рукописів і видань у місті.
- Стефано Тореллі (1712—1784) — художник-емігрант, що перебрався на роботу в Санкт-Петербург. Представник італійського і російського рококо.
- Березовський Максим Созонтович (1745—1777) — український і російський композитор, диригент, співак, учень падре Мартіні.
- Вольфганг Амадей Моцарт (1756—1791) — австрійський композитор.
- Дрогобич Юрій (1450—1494) — український вчений, професор, ректор Болонського університету, професор Краківського університету
- Джамп'єтро Дзанотті (1674—1765) — художник, історіограф, засновник Академії мистецтв Болоньї.
- Діаманте Марія Скарабеллі (1675—1754) — італійська оперна співачка сопрано.
- Йозеф Мислівечек (1737—1781) — чеський композитор, учень падре Мартіні.
- Гаетано Гандольфі (1734—1802) — батько, художник пізнього бароко і рококо.
- Мауро Гандольфі (1764—1834) — син, художник доби класицизму

Панорама Болоньї, погляд з даху Базиліки Сан Петроніо (Basilica di San Petronio). У центрі купол Santuario di Santa Maria della Vita, правіше «башти, що падають» — Азінелі (більша) та Гарисенда (Le due Torri: Garisenda e degli Asinelli).

- Гульєльмо Марконі (1874—1937) — італійський науковець і винахідник
- Джино Черві (1901—1974) — італійський актор
- Ліна Дженнарі (1911—1997) — італійська актриса
- П'єр Паоло Пазоліні (1922—1975) — італійський письменник, сценарист, кінорежисер
- Валеріо Дзурліні (1926—1982) — італійський кінорежисер і сценарист.
- Енріко Боселлі (* 1957) — італійський політик.

## Музеї Болоньї
- Археологічний музей (Болонья)
- Музей Альдованді
- Музей антропології (Болонья)
- Музей гобеленів (Болонья)
- Національна пінакотека Болоньї
- Музей Сан-Доменіко
- Музей Сан-Джузеппе
- Міський музей Болоньї

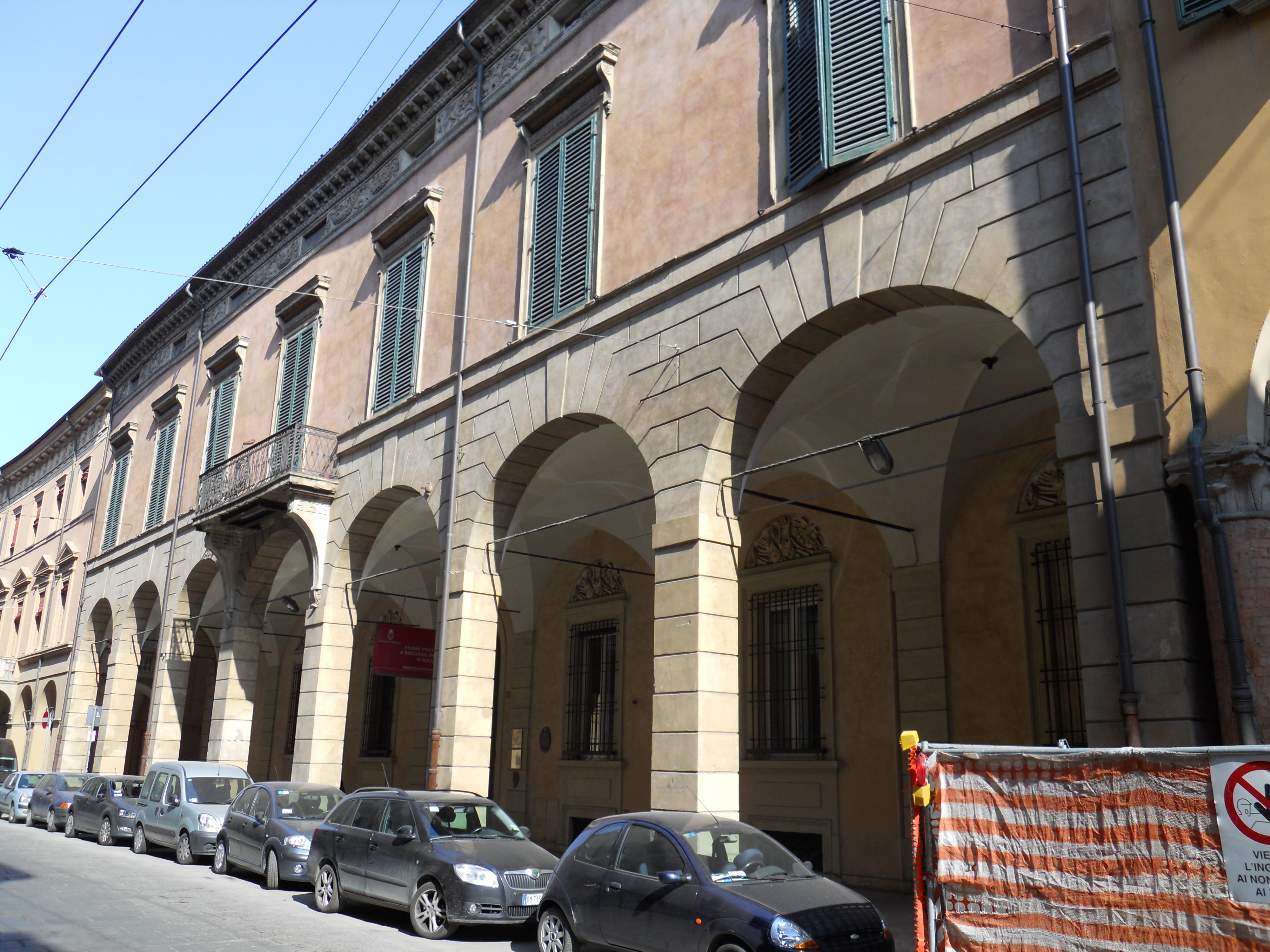
Палаццо Сангвінетті (Palazzo Sanguinetti), Інтернаціональний музей і музична бібліотека Болоньї

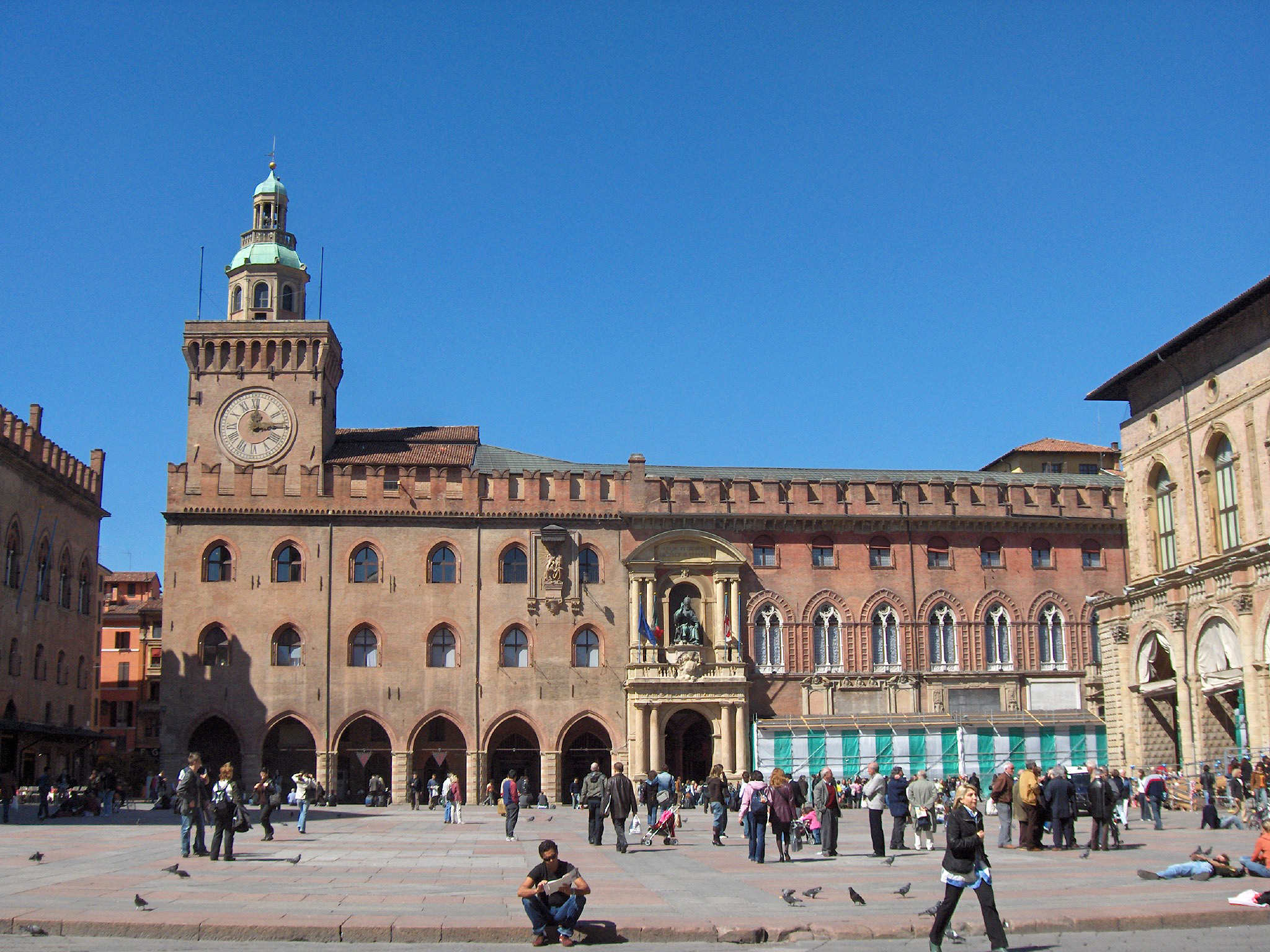
Палаццо Комуналє, Болонья.

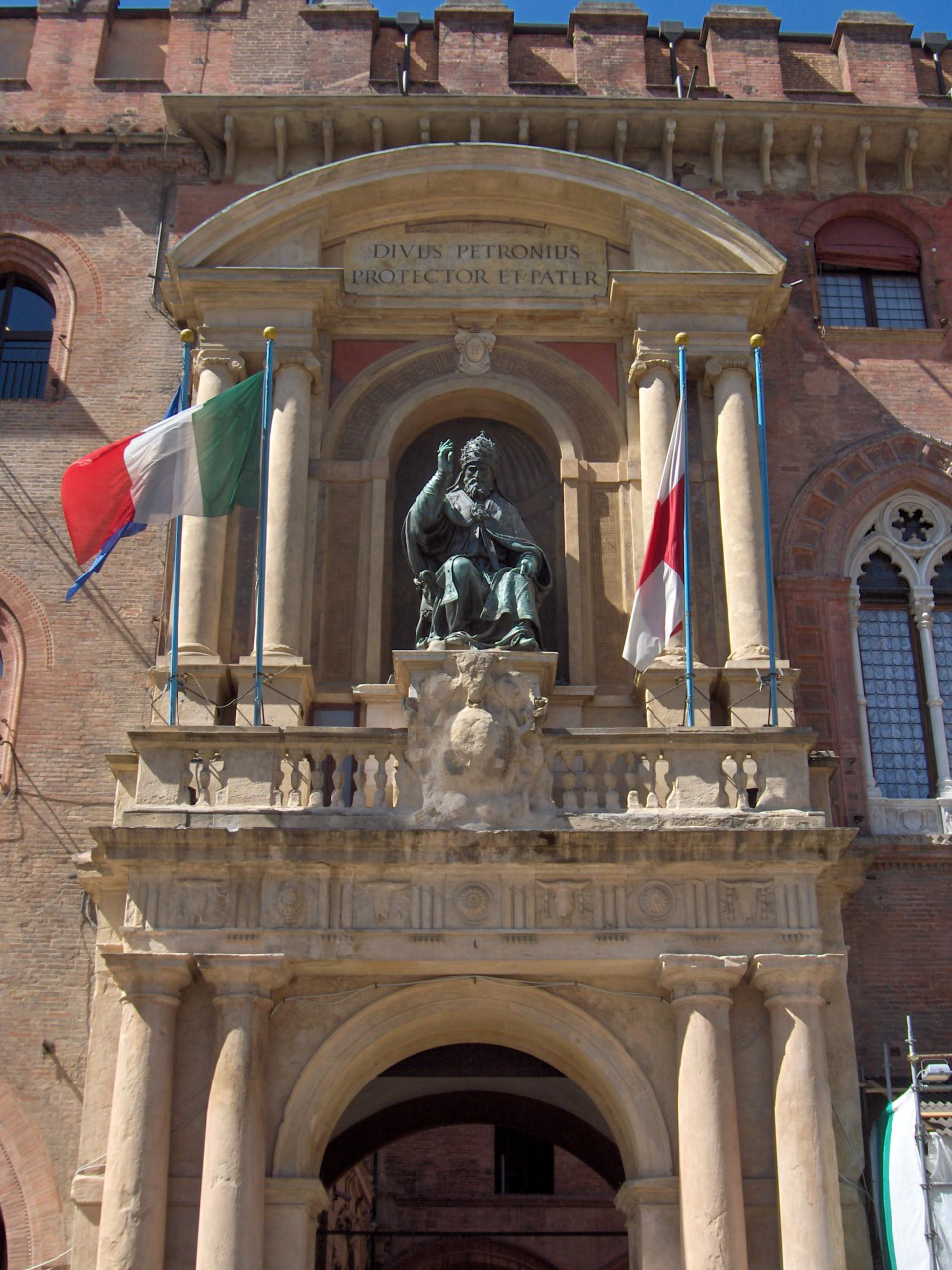
Палаццо Коммунале. На фасаді — папа римський Григорій XIII (ск. Алессандро Менганті)

- Художньо-промисловий музей Давіа Борджеліні
- Каза Кардуччі (Музей і бібліотека поета Кардуччі) та музей Рісорджіменто

## Палаци в Болоньї

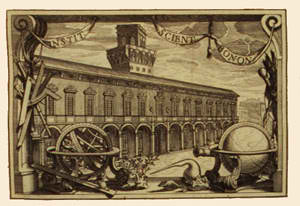
Палаццо Поджи (Palazzo Poggi)

- Палаццо Комуналє, Болонья (Palazzo Comunale)
- Палаццо Ре Енцо
- Палаццо Подеста
- Палаццо Поджі (Palazzo Poggi)
- Палаццо Ламбертіні (Palazzo Lambertini)
- Палаццо Сангвінетті (Palazzo Sanguinetti), Інтернаціональний музей і музична бібліотека Болоньї
- Палаццо Селезі (Palazzo Celesi)
- Палаццо Бентівольйо (Palazzo Bentivoglio)
- Палаццо Мальвецці (Palazzo Malvezzi de' Medici)
- Палаццо Маньяні (Palazzo Magnani)
- Палаццо Палеотті (Palazzo Paleitti)
- Палаццо Пеполі (Palazzo Pepoli) — Музей історії Болоньї з 2012 р.
- Палаццо Бонакорсо (Palazzo Bonaccorso)
- Палаццо Фава, Болонья (Palazzo Fava), нині Палац виставок

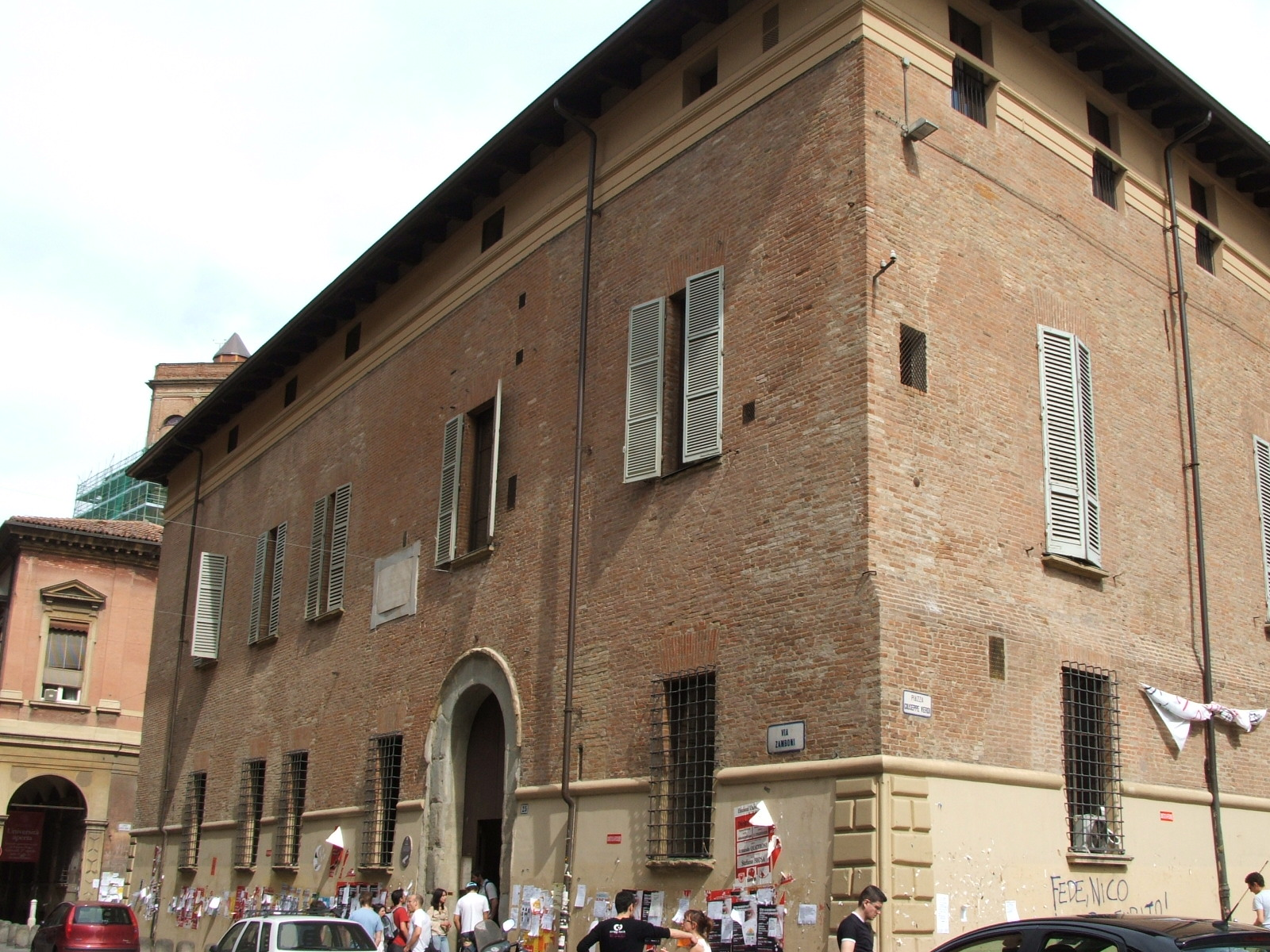
Палаццо Палеотті, відділ Болонського  університету.
Арх. Джузеппе Антоніо Ланді (G.A.Landi 1713—1791).Палаццо Ламбертіні (Palazzo Lambertini)
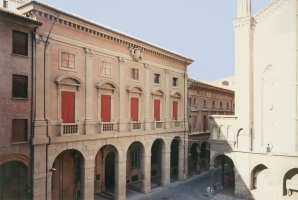
Палаццо Маньяні ( Palazzo Magnani )
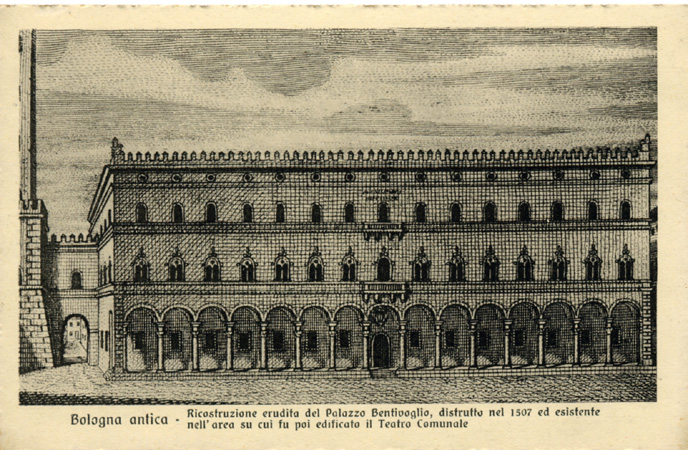
Палаццо Бентівольйо ( Palazzo Bentivoglio ), реконструкція споруди 16 ст. проведен у 18 ст.
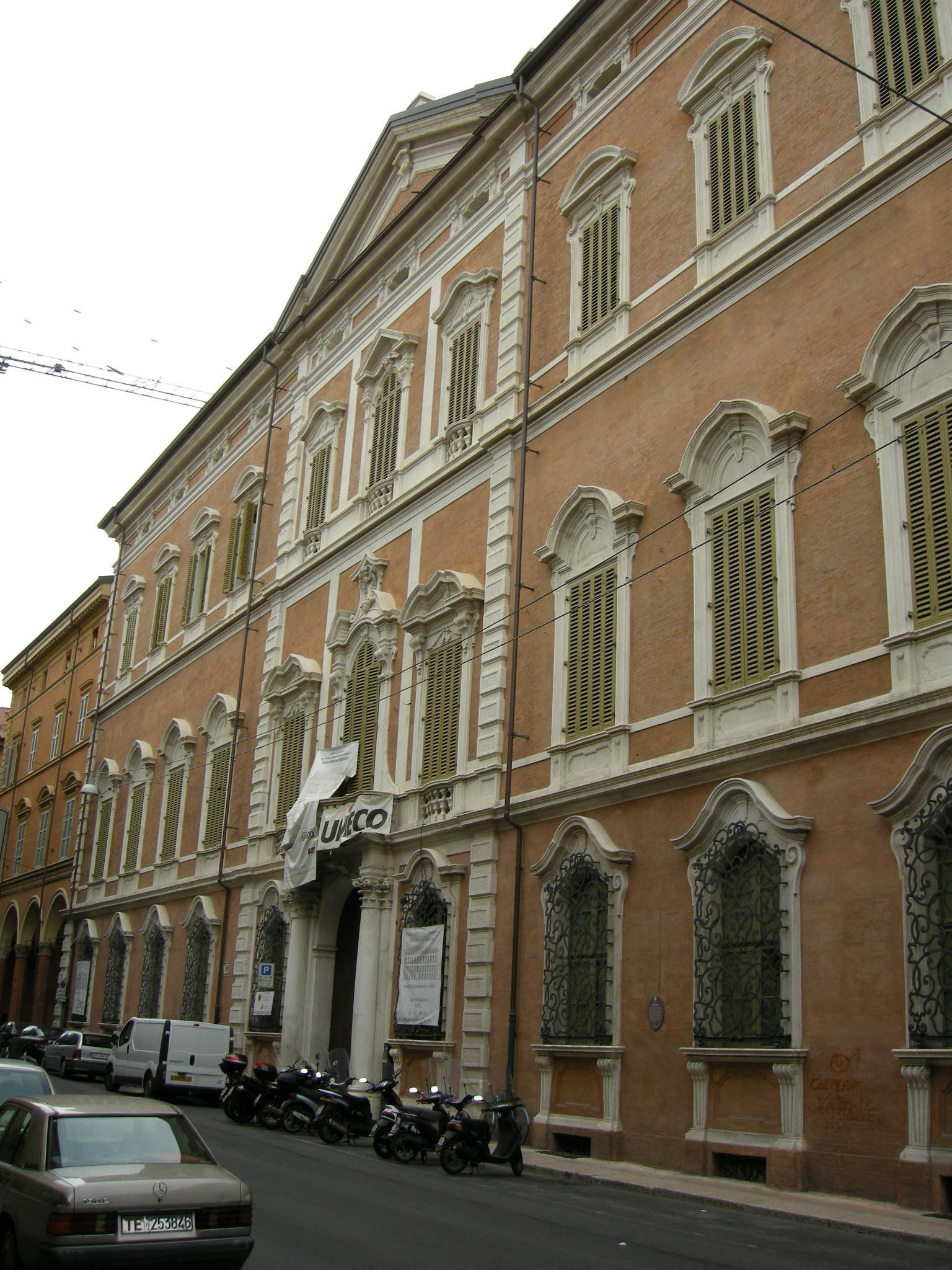
Палаццо Альдрованді (Palazzo Aldrovandi)

## Міста-побратими
| - Німеччина, Лейпциг, з 1962 - Хорватія, Загреб, з 1963 - Україна, Харків, з 1966 - Іспанія, Валенсія, з 1976 - Греція, Салоніки, з 1981 - Франція, Тулуза, з 1981 - Велика Британія, Ковентрі, з 1984 | - США, Сент-Луїс, з 1987 - Аргентина, Ла-Плата, з 1988 - Нікарагуа, Сан Карлос, з 1988 - Сенегал, Сент-Луїс, з 1991 - Боснія і Герцеговина, Тузла, з 1994 - США, Портленд, з 2003 - Чехія, Прага |

## Цікаві факти
Болонья відома своїми кулінарними традиціями а деякі вважають її кулінарною столицею Італії. Вона дала назву соусу болоньєзе.
У Болоньї проживає декілька тисяч українських іммігрантів, які прибули сюди за останнє десятиліття в пошуках праці.
На честь латинського імені міста (лат. Bononia) названо астероїд 361 Бононія. Також на честь міста названо астероїд 2601 Болонья.

## Галерея зображень

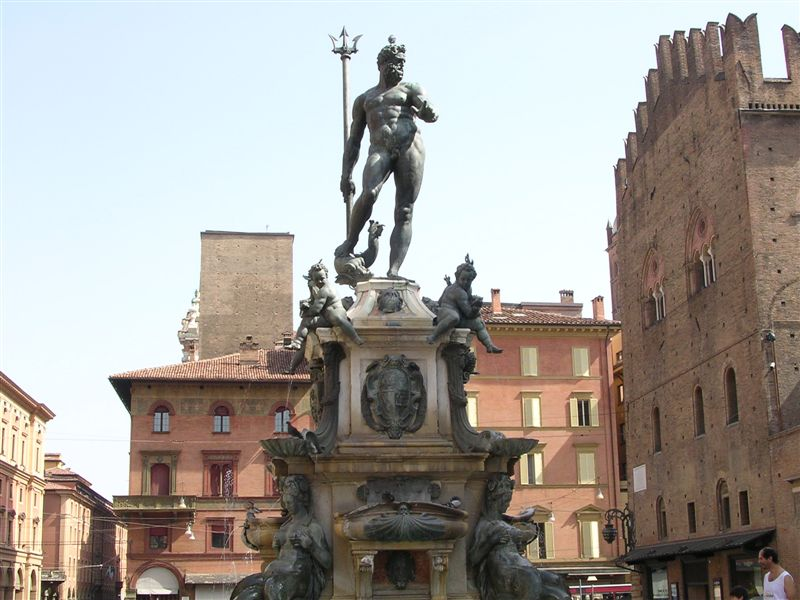
Фонтан «Нептун» (скульптор Джованні да Болонья )
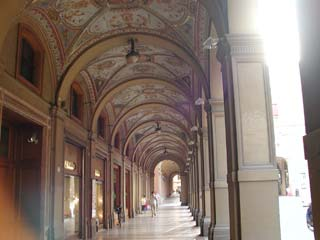
Галереї доби відродження, характерна ознака Болоньї.
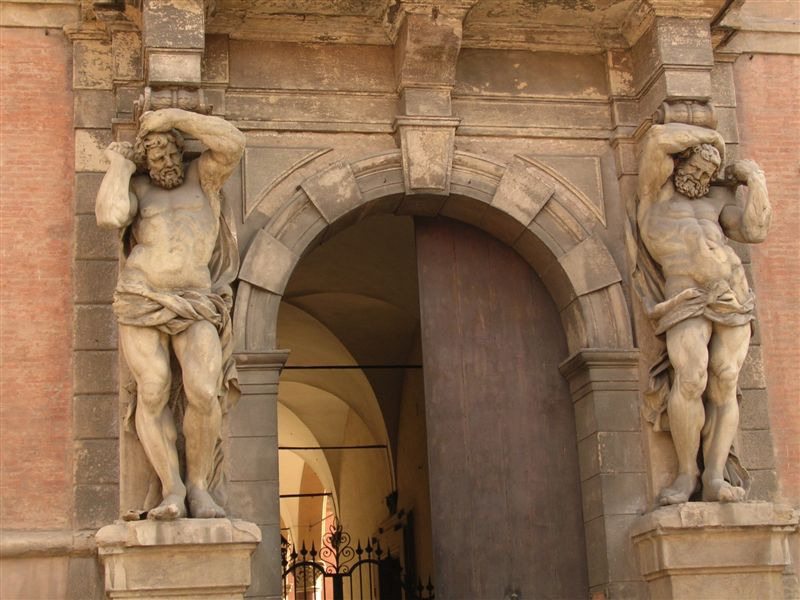
Палаццо Давіа Борджеліні ( Художньо-промисловий музей Давіа Борджеліні )
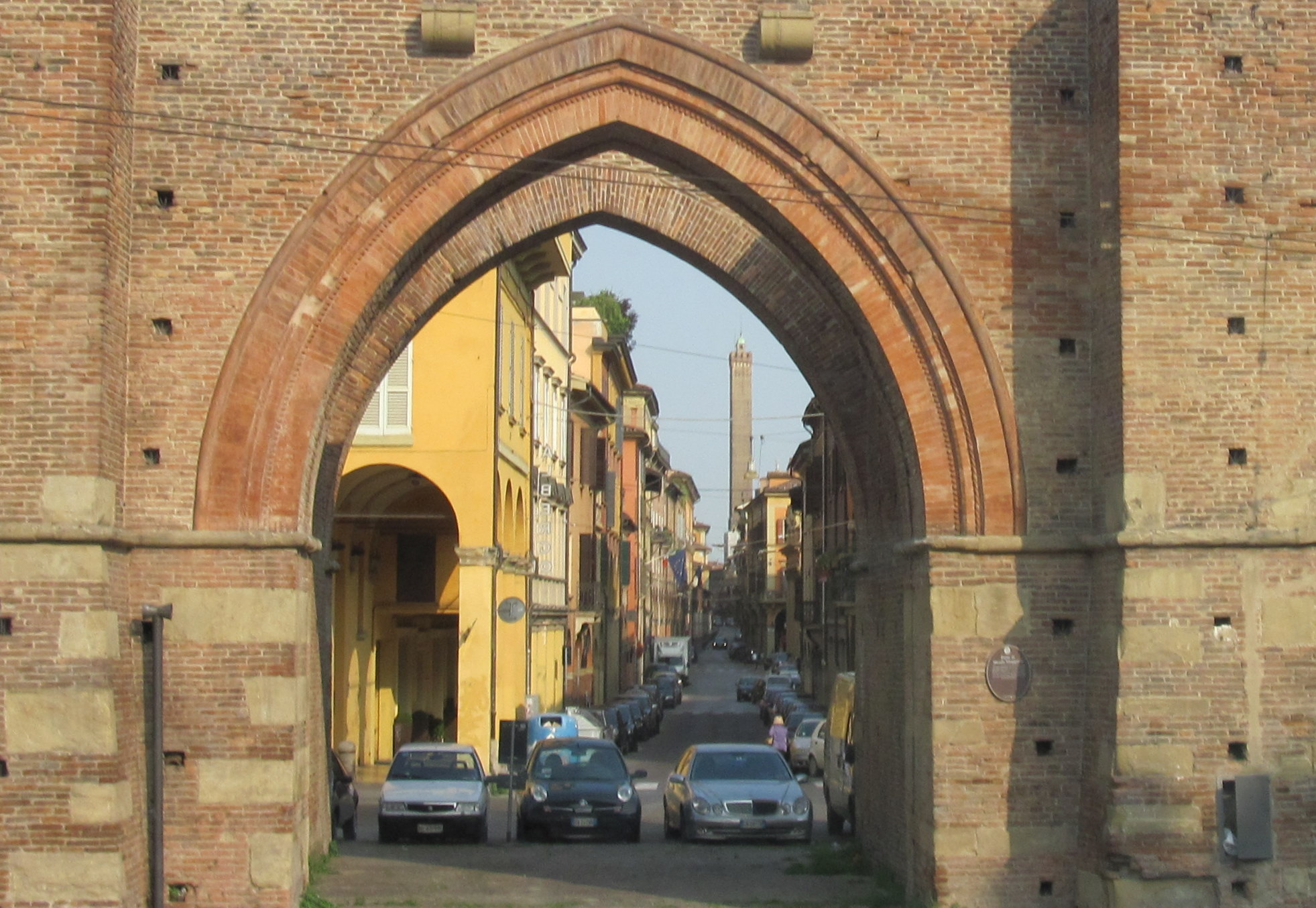
Брама Маджоре і вулиця Маджоре
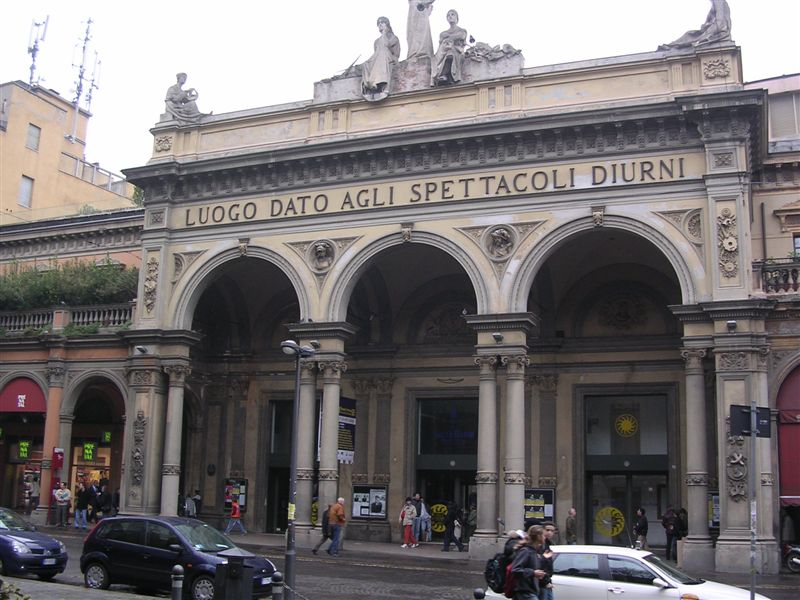
Театр Арена дель Соле.
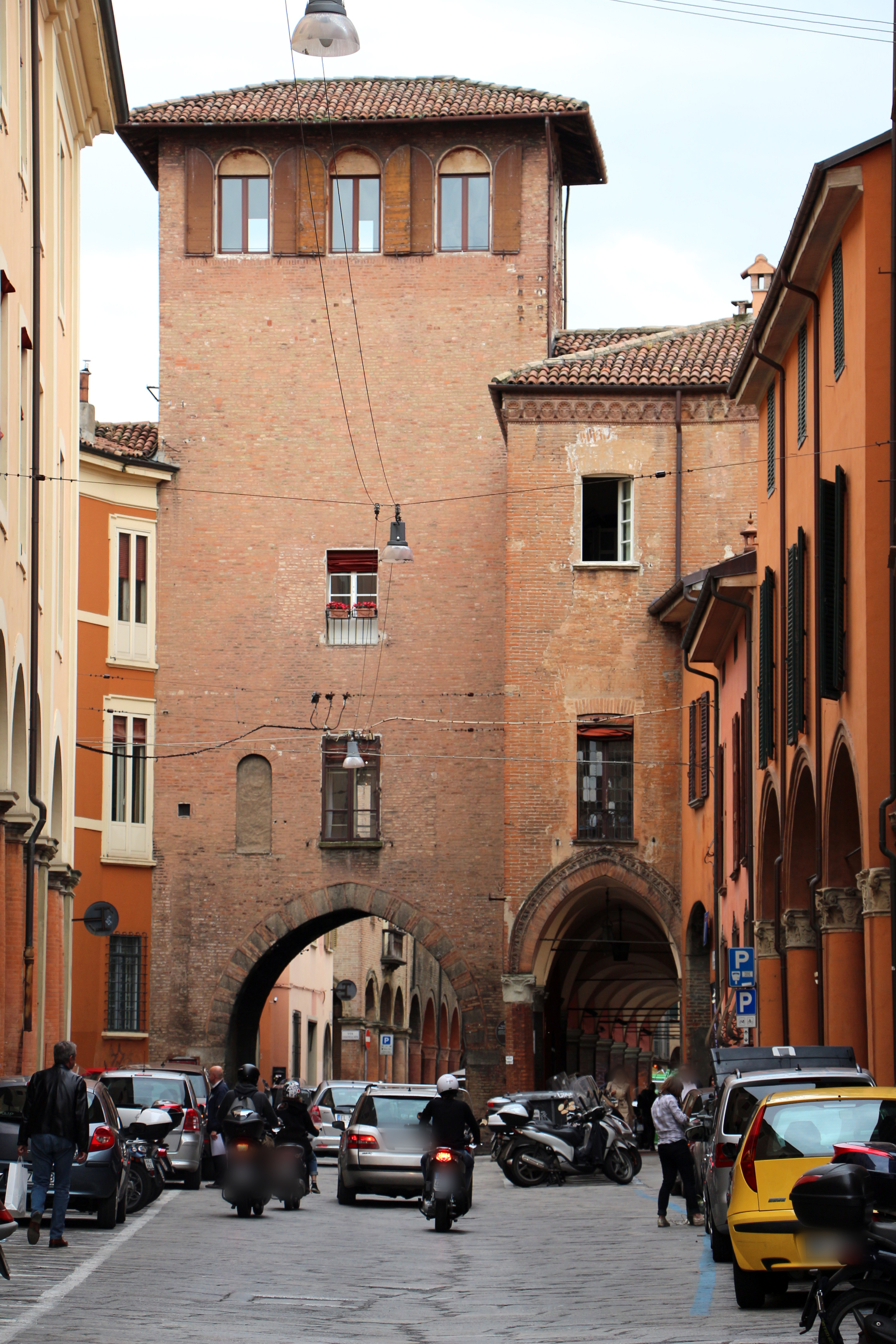
Вулиця Кастільйоне
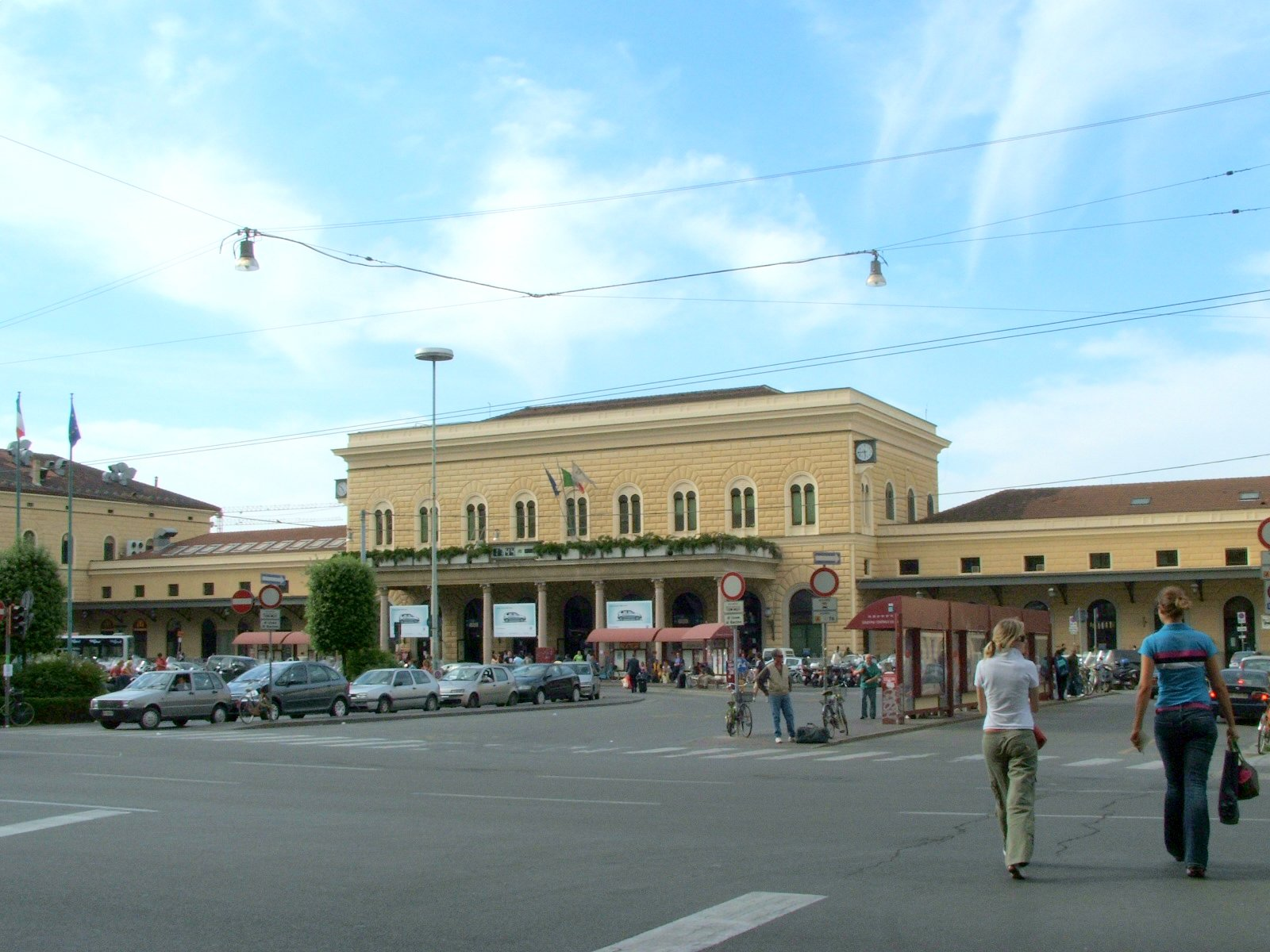
Залізничний вокзал Болоньї.
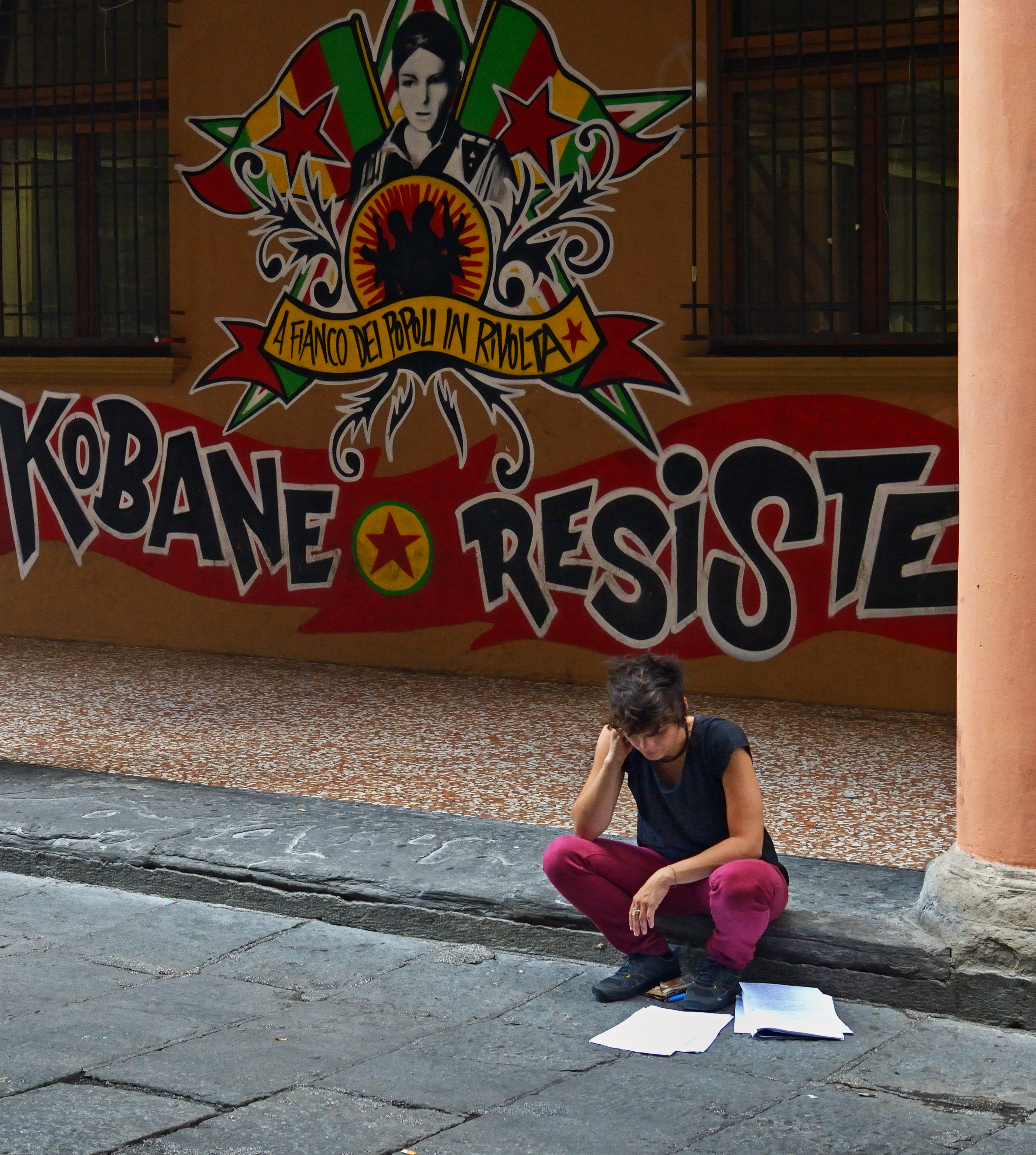
Біля стін Університету Болоньї

## Сусідні муніципалітети
| - Анцола-делл-Емілія - Кальдерара-ді-Рено - Казалеккіо-ді-Рено | - Кастель-Маджоре - Кастеназо - Гранароло-делл-Емілія | - П'яноро - Сан-Лаццаро-ді-Савена - Сассо-Марконі | - Цола-Предоза |